# Zolotonosja (flod)
Zolotonosja er en lille flod i det sydlige centrale Ukraine. Zolotonosja er en biflod fra venstre til Dnepr (Dnipro). Floden har en længde på 88 kilometer og et afvandingsområde på 1.260 km2.
Navnet er afledt af en legende om, at ukrainske kosakker gemte guld (fra ukrainsk: золото (zoloto - guld) i floden. Forskere forklarer, at sandet på bunden af floden skinnede i sollys, hvilket fik folk til at tro, at der var guld.  Den ligger ved byen Zolotonosja. Siden omkring 2011 er kloakvandet fra byen blevet udledt direkte i floden uden nogen form for rensning, hvilket ødelægger flodens økosystem.